# Aethomys nyikae
Aethomys nyikae é uma espécie de roedor da família Muridae.
Pode ser encontrada nos seguintes países: Angola, República Democrática do Congo, Malawi e Zâmbia.
Os seus habitats naturais são: florestas secas tropicais ou subtropicais.